# جلان واشنطن
جلان واشنطن (بالإنجليزية: Glen Washington)‏ هو كاتب أغاني جامايكي، ولد في القرن العشرين في ماي بن ‏ في جامايكا.

## وصلات خارجية
- الموقع الرسمي
- جلان واشنطن على موقع ميوزك برينز (الإنجليزية)
- جلان واشنطن على موقع أول ميوزيك (الإنجليزية)
- جلان واشنطن على موقع ديسكوغز (الإنجليزية)